# گالینا لیخاچووا
گالینا لیخاچووا (روسی: Галина Владимировна Лихачёва؛ زادهٔ ۱۵ ژوئیهٔ ۱۹۷۷) اسکیت‌باز سرعت اهل روسیه است. وی همچنین از برندگان مدال‌های بازی‌های المپیک زمستانی است.